# Covadelas (Puebla del Brollón)
Covadelas es una aldea española situada en la parroquia de Saa, del municipio de Puebla del Brollón, en la provincia de Lugo, Galicia.

## Geografía
La aldea está situada a 800 metros de altitud en el extremo este del municipio, en plena Sierra del Caurel. Solo es posible acceder a la aldea por una carretera que sube desde Puebla del Brollón.

## Demografía
| Gráfica de evolución demográfica de Covadelas entre 2000 y 2020 |
|                                                                 |
| Datos según el nomenclátor publicado por el INE.                |

## Patrimonio
De los cuatro molinos que tenía el pueblo, hoy en día se conservan los de Maceda y O Coxo. Ambos eran de depósito y no dependían realmente del caudal del río. Durante el estiaje, un depósito de agua junto a las construcciones permitía seguir moliendo. El de Maceda, construido en 1899, dejó de moler hace décadas. El molino de O Coxo, en cambio, se mantiene en buen estado. El río forma a su altura una pequeña cascada y un poco más abajo vuelve a precipitarse con una caída de veinte metros. 
También se conserva el colegio que se utilizó hasta la década de 1970.